# Axel Andersson (spelman)
Axel Evert Andersson, född 29 oktober 1909 i Halla, död 30 oktober 1996  i Nyköping, var en lantbrevbärare och spelman. 
Axel Andersson var son till spelmannen Gustaf Wilhelm Andersson (född 1876) och Anna Lovisa Pettersson; även hans farbror och farfar var spelmän. Han började spela fiol i sjuårsåldern. Han blev medlem i Södermanlands spelmansförbund kort efter starten 1925, och var också, tillsammans med Spel-Arvid Karlsson, med och startade Nyköpingshus spelmansgille i början av 1950-talet. Under 1940-talet spelade han annars med Sven Forsberg och från 1950-talet med hustrun Elna Andersson (1913–2001). Från slutet av 1970-talet spelade Axel ofta tillsammans med Leif Johansson. Han komponerade även en hel del låtar.
Axel Andersson blev riksspelman vid en stämma 1945 på Stenhammar, och tilldelades Zornmärket i guld 1990 i Nyköping, samtidigt som hustrun Elna blev riksspelman.

## Diskografi
- 1981-07 med hustrun Elna: 2 låtar på LP:n Radio Sörmland - Visor och folkmusik. RSLP 001 (1982) https://www.discogs.com/release/15201586-Various-Radio-S%C3%B6rmland-Visor-Och-Folkmusik
- 1986-10-30 med Leif Johansson: 3 låtar på LP:n Kila te’ Trosa. Wetteran WLP 001 (Södermanlands spelmansförbund 1987)